# Zambratija
Zambratija is een plaats in de gemeente Umag in de Kroatische provincie Istrië. De plaats telt 443 inwoners (2001).